# 篠原剛
篠原 剛（しのはら ごう、1971年5月15日 - ）は、日本の男性俳優、声優、ナレーター。

## 人物
長野県長野市出身。プロダクション・タンク所属。かつては杉の子プロ、ムーンライト企画に所属。
特技・資格はギター、中型自動車免許・普通自動二輪免許（400CCまで）、油圧ショベル、移動式小型クレーン。

## 出演

### テレビドラマ
- ULTRASEVEN X（シマザキ・ユウジ）
- AKBホラーナイト アドレナリンの夜 第35話「クレーム」（2016年2月11日、テレビ朝日）
- サキ
- Smoking Gun 民間科捜研調査員 流田縁
- スクラップ・ティーチャー〜教師再生〜（声）
- 洞窟おじさん
- パンドラ
- VISION-殺しが見える女-
- ミッドナイト・ジャーナル
- 土曜時代劇 隠密八百八町（佐平次の手下）
- 幽霊な彼女

### バラエティ
- エナジくんのクイズでポカポカ（ガテン系のお兄さん解答者）
- 金スマ波瀾万丈
- 未来創造堂

### ナレーション
- AKBラブナイト 恋工場
- 外国人向け日本語教材
- キクタン英検3級例文
- 技能試験用教材
- 食育探検隊
- 洞窟おじさん
- 日曜ワイド 管理官 明石美和子 十四番目に来た女
- 富士市最終処分場建設記録
- 幽霊な彼女

### 映画
- 3月のライオン
- ハード・コア
- マエストロ!

### テレビアニメ
- ワイルド7（2002年、黄元[4]）
- シンデレラボーイ（2003年、職員、兵士B）
- GO!GO!カートくん（2006年）
- 乃木坂春香の秘密 ぴゅあれっつぁ♪（2009年、執事）
- Phantom 〜Requiem for the Phantom〜（2009年）
- 名探偵コナン（2012年 - 2019年、宇田山剛、永浦実秋）

### ゲーム
- メタルマックス ゼノ（2018年、ダヌンツィオ[5]）

### 吹き替え

#### 映画
- お買いもの中毒な私!
- エリザベス:ゴールデン・エイジ
- ジャックとジル
- 情愛と友情
- ドレスデン、運命の日
- プリンス・オブ・ペルシャ/時間の砂
- ミッション: 8ミニッツ

#### テレビドラマ
- 赤と黒
- ER ⅩⅢ 緊急救命室 #17（スカナロニ〈ジョニー・パレルモ〉）
- NCIS 〜ネイビー犯罪捜査班
- 倚天屠龍記（徐達、白亀寿、趙儀、渡難、阿二）
- 華麗なるペテン師たち4
- クローザー
- ケネディ家の人びと
- コールドケース6
- 食客
- 太陽を抱く月（ハン・ジェギル）
- バーン・ノーティス 元スパイの逆襲
- プライミーバル
- プリズン・ブレイク
- マードック・ミステリー 〜刑事マードックの捜査ファイル〜（シムズ）
- ミッシング -サイキック捜査官-
- 名探偵モンク7
- ライ・トゥ・ミー 嘘は真実を語る
- リゾーリ&アイルズ ヒロインたちの捜査線

#### アニメ
- カーズ2
- クラスメイトはモンキー
- タンタンの冒険
- びっくりマジック・ファミリー

### 舞台
- 笑う警官

### VP
- 酒類販売研修
- 糖尿病説明用
- パニック障害説明用
- 面接トレーニング